# Marcin Starzak
Marcin Starzak (né le 20 octobre 1985) est un athlète polonais, spécialiste du saut en longueur. Il mesure 1,78 m pour 63 kg. Son club est le WKS Zawisza Bydgoszcz.

## Palmarès
| Date | Compétition                    | Lieu       | Résultat | Marque |
| ---- | ------------------------------ | ---------- | -------- | ------ |
| 2007 | Championnats d’Europe en salle | Birmingham | 6e       | 7,88 m |
| 2008 | Championnats d’Europe en salle | Valence    | 7e       | 7,74 m |
| 2009 | Championnats d’Europe en salle | Turin      | 3e       | 8,18 m |
| 2009 | Universiade                    | Belgrade   | 3e       | 8,10 m |

### Records
| Épreuve                     | Performance | Lieu       | Date           |
| --------------------------- | ----------- | ---------- | -------------- |
| Saut en longueur            | 8,21 m      | Salamanque | 4 juillet 2007 |
| Saut en longueur (en salle) | 8,18 m      | Turin      | 8 mars 2009    |